# Коваленко, Алексей Александрович
Алексей Александрович Коваленко (укр. Олексій Олександрович Коваленко; 8 февраля 1981, Малокатериновка, Запорожская область — 22 марта 2022, Изюм) — майор Вооружённых сил Украины, летчик первого класса фронтового бомбардировщика Су-24М, начальник Службы безопасности полетов служб 7-й бригады тактической авиации, Герой Украины (2023).

## Биография
Родился в селе Малокатериновка Запорожского района Запорожской области. Воспитывался бабушкой, поскольку его мать умерла от рака.
В 2003 году окончил Харьковский национальный университет Воздушных сил Украины по специальности «Летная эксплуатация и боевое применение летательных аппаратов». Для дальнейшего прохождения службы был назначен в 7 БрТА на должность старшего штурмана.
В составе 7-й бригады занимал различные должности: старший штурман авиационного звена авиационной эскадрильи, старший летчик авиационного звена воинской части, старший летчик авиационного звена авиационной эскадрильи воинской части, заместитель командира авиационной эскадрильи по воспитательной работе, заместитель командира эскадрильи по работе с личным составом авиационной эскадрильи, заместитель командира эскадрильи по морально-психологическому обеспечению авиационной эскадрильи, командир авиационного звена авиационной эскадрильи, начальник Службы безопасности полетов служб.
В 2014 году, с начала Российско-украинской войны, участвовал в АТО/ООС, выполнив немало боевых вылетов. Получил множество наград за высокие показатели и профессиональное мастерство, вместе со штурманом не раз становились победителями — лучшим экипажем — на летно-методических сборах. Коваленко неоднократно был награждён знаками отличия Министерства обороны Украины.
С начала полномасштабного российского вторжения защищал небо Киевской области, Сум, Чернигова, Харькова, совершив более 12 боевых вылетов. Алексей Коваленко погиб 22 марта 2022 года — по заявлению украинской стороны, его самолёт был сбит во время выполнения боевой задачи по нанесению авиационного удара по колонне живой силы и техники Российской армии в районе Изюма. 25 сентября 2022 года, после контрнаступления в Харьковской области, семья погибшего похоронила Алексея в Староконстантинове Хмельницкой области.

## Награды
- звание «Герой Украины» с присвоением ордена «Золотая Звезда» (2023, посмертно) — за личное мужество и героизм, проявленные в защите государственного суверенитета и территориальной целостности Украины, самоотверженное служение Украинскому народу[3]
- Орден «За мужество» II степени (2022, посмертно) — за личное мужество и самоотверженные действия, проявленные в защите государственного суверенитета и территориальной целостности Украины, верность военной присяге[4]
- Орден «За мужество» III степени (2022) — за личное мужество и самоотверженные действия, проявленные в защите государственного суверенитета и территориальной целостности Украины, верность военной присяге[5]

## Память
Во дворе дома авиационного городка, где живёт семья Алексея, жена погибшего установила именную скамью и обустроила беседку.

## Семья
у Алексея были жена и двое детей — сын и дочь.